# Beckham Wyrick
Beckham David Wyrick (Cincinnati, 13 dicembre 1983) è un ex cestista statunitense.

## Palmarès
- Campionato tedesco: 1

Brose Bamberg: 2009-2010
- Coppa di Germania: 1

Brose Bamberg: 2010